# Westby (Lincolnshire)
Westby – przysiółek w Anglii, w Lincolnshire. Leży 42,7 km od Lincoln i 151,4 km od Londynu.
Westby jest wspomniana w Domesday Book (1086) jako Westbi.